# El dia del colom
"El dia del colom" (títol original en anglès "Day of the Dove") és el setè episodi de la tercera temporada de la sèrie de televisió de ciència-ficció estatunidenca Star Trek. Escrit per Jerome Bixby i dirigit per Marvin Chomsky, es va emetre per primera vegada l'1 de novembre de 1968.
A l'episodi, un alienígena obliga a la tripulació de l'Enterprise a un conflicte brutal amb els klíngons.

## Argument
La nau estel·lar de la Federació Enterprise respon a una trucada de socors d'una colònia humana, però en arribar no troba indicis de cap tipus de nucli habitat. Un grup de desembarcament, que inclou el capità Kirk i l'alferes Chekov, s'acosta per investigar més a fons. Uns instants després, es troben envoltats per klíngons que s'han transportat a la superfície des del seu propi vaixell en òrbita. El comandant Kang acusa la tripulació de l' Enterprise d'haver disparat contra la seva nau i exigeix que es rendeixin immediatament. De sobte, Chekov fa un moviment per atacar els klíngons, afirmant que havien matat el seu germà. Els homes de Kang el sotmeten i utilitzen un dispositiu agonitzador per torturar-lo, forçant Kirk a acceptar rendir-se. Tanmateix, en contactar amb la nau i demanar que l'enviïn, en Kirk adverteix en secret al primer oficial Spock sobre els klíngons. Spock utilitza el transportador per materialitzar primer els tripulants de l' Enterprise, seguits pels klíngons, que són dominats pel personal de seguretat de l’Enterprise. Kang es rendeix i ell i els altres klíngons, inclosa la seva dona Mara, una oficial científica, són escortats a les estances de seguretat del vaixell.
Mentrestant, un entitat brillant compost d'energia pura, que havia sorgit inicialment al planeta de sota, entra a l'Enterprise sense ser detectat i fa interfaç amb els seus controls. La nau s'enfonsa cap a curvatura a la màxima velocitat cap a la vora de la galàxia. Amb la tripulació en pànic, l'entitat atrapa 392 membres de la tripulació de l'Enterprise sota cobertes tancant mampares i fent-los impenetrables. Els 38 membres restants de la tripulació són iguals en nombre que els klíngons. Amb el temperament alt, i estimulats per la materialització sobtada d'espases i altres armes antigues de mà, comencen a lluitar.
Spock aviat detecta l'entitat, aparentment alimentant-se de la violència. Quan el tinent Sulu li informa que Chekov mai va tenir un germà i és fill únic, Kirk s'adona que l'entitat és capaç d'implantar falsos records per provocar l'agressió. Kirk i Spock intenten calmar el furor creixent de la tripulació sense èxit. Kirk creu que si pot arribar a Kang, el comandant klingon pot ajudar a evitar que la seva tripulació lluiti i ajudar a tornar el vaixell a un estat normal.
Kirk i Spock s'obren camí a través de l'animadversió a bord del vaixell i es troben amb Chekov agredint sexualment a Mara. Kirk treu a Chekov d'ella i el deixa inconscient, cedint només quan Spock li recorda que Chekov no es podia controlar. Portant-hi Mara, porten a Chekov a la infermeria, on el Dr. McCoy informa que els tripulants greument ferits en els combats s'estan curant a un ritme molt més ràpid del normal; l'entitat vol tothom viu i lluitant. Mara inicialment es mostra escèptica sobre l'existència de l'entitat, però està convençuda després d'adonar-se que Kirk no està totalment disposat a matar-la. Ella accepta portar Kirk a Kang a enginyeria. Viatgen mitjançant la tècnica arriscada de la transmissió intra-nau, utilitzant el transportador entre dos punts dins de la nau.
A Enginyeria, Kang desconfia de l'explicació de Kirk sobre l'entitat malgrat la seguretat de Mara, i creient que va ser agredida, desafia Kirk a un duel d'espases. Mentre s'enfronten, i amb l'entitat flotant i palpant d'un vermell brillant a prop, Kirk implora a Kang que s'aturi, dient-li que poden convertir-se en els seus titelles durant mil vides si continuen lluitant. Kang reconeix l'advertència de Kirk i el fet que la seva lluita no té sentit. Kirk i Kang ordenen als seus respectius equips que deixin les armes. Per morir de fam a l'entitat, Kirk i Kang animen els seus equips a actuar jovialment i a riure entre ells en veu alta. L'entitat s'esvaeix i abandona la nau.

## Doblatge al català
L’episodi va ser doblat al català pels estudis Tecni-3 (primera part) i Diálogo (segona part) i emès a TV3 l’any 1989.
| Personatge                | Actor/actriu     | Veu en català                      |
| ------------------------- | ---------------- | ---------------------------------- |
| James T. Kirk             | William Shatner  | Jordi Boixaderas                   |
| Spock                     | Leonard Nimoy    | Isidre Sola i Llop                 |
| Leonard McCoy             | DeForest Kelley  | Eduard Lluís Muntada               |
| Montgomery Scott 'Scotty' | James Doohan     | Joan Carles Gustems Domènec Farell |
| Nyota Uhura               | Nichelle Nichols | Glòria Roig Azucena Díaz           |
| Pavel Chekov              | Walter Koenig    | Quim Roca Pep Madern               |
| Hikaru Sulu               | George Takei     | Jaume Nadal Enric Cusí             |
| Kang                      | Michael Ansara   | Ramon Puig                         |
| Mara                      | Susan Howard     | Margarida Minguillón               |
| Tinent Johnson            | David L. Ross    | ?                                  |
| Klíngon                   | Mark Tobin       | Amadeu Aguado                      |

## Producció
Aquest episodi va ser remasteritzat el 2006 i es va emetre el 5 de gener de 2008, com a part de la sèrie original remasteritzada. Va ser precedit tres setmanes abans per la versió remasteritzada de "El conflicte final" i seguida una setmana més tard per la versió remasteritzada de "Qui plora pels déus?" A part del vídeo i l'àudio remasteritzats, i l'animació totalment CGI de l'USS Enterprise que és estàndard entre les revisions, els canvis específics d'aquest episodi també inclouen:
- Al planeta Beta XII-A se li ha donat un aspecte més realista de la Terra.
- S'han afegit noves escenes i plans més dramàtics del creuer de batalla klíngon, incloses imatges substituïdes de la nau mentre explota per sobre del planeta.

## Recepció
Zack Handlen de The A.V Club va donar a l'episodi una qualificació 'B-', descrivint-lo com a potencial, però que es veu obstaculitzat per un guió que falla en actuar en aquest sentit.
La llista de Io9 del 2014 dels 100 millors episodis de Star Trek va situar "El dia del colom" com el 99è millor episodi de totes les sèries fins aleshores, dels més de 700 episodis de la franquícia.
El 2016, SyFy va classificar l'estrella convidada Michael Ansara com a Kang (el líder klingon), com la 13a millor estrella convidada de la sèrie original. Ansara va tornar a repetir el seu paper de Kang dècades més tard als spin-off de Star Trek Star Trek: Deep Space Nine i Star Trek: Voyager. Ansara va repetir el personatge Kang a "Blood Oath", que també comptava amb John Colicos com a Kor i William Campbell com a Koloth, que, com Ansara, havia estat estrelles convidades a la sèrie original interpretant els klíngons originals amb aquest nom.
El 2018, Collider va classificar aquest episodi com el 16è millor episodi de sèrie original.

## Mitjans domèstics
Aquest episodi es va publicar a LaserDisc, combinat amb "L’espectre de les armes" el 1987 als Estats Units.
Aquest episodi es va publicar al Japó el 21 de desembre de 1993 com a part del conjunt complet de LaserDisc de la temporada 3, Star Trek: Original Series log.3. També es va incloure un tràiler d'aquest i dels altres episodis, i l'episodi tenia pistes d'àudio en anglès i japonès. El títol de la portada era スター・トレック TVサードシーズン